# Manhanga
Manhanga es una localidad caboverdiana del municipio de São Salvador do Mundo.

## Geografía
La localidad está situada en la isla Santiago.

## Organización territorial
La localidad abarca los lugares y barrios de:
- Chã de Nona
- Chã de Parede (Kelem)
- Cutelo
- Monte
- Papaia
- Selada
- Travessa (Manhanguinha)